# Деймос (митология)
 Тази статия е за бог Деймос.  За спътника вижте Деймос (спътник).  
Деймос (на старогръцки: Δείμος, Deimos, терор, ужас, на латински: Terror, Metus, Formido) в древногръцката митология е син на бога на войната Арес и богинята на красотата Афродита. Придружава баща си Арес в битките, заедно с брат си Фобос. Неговият римски еквивалент е Формидо или Метус.
Един от спътниците на планетата Марс, открити от Асаф Хал, се нарича Деймос.